# Marino Baldini
Marino Baldini (Parenzo, 12 luglio 1963) è un politico croato della Regione istriana di lingua italiana, parlamentare europeo nel 2013-2014.

## Biografia
Membro del Partito Socialdemocratico di Croazia, dal 2004 al 2013 è stato sindaco di Visinada.
Nel 2013 è stato eletto al Parlamento europeo ed è l'unico istriano presente a Strasburgo in seguito all'ingresso della Croazia nell'Unione europea. Ha proposto Pola Capitale europea della cultura nel 2020 e la candidatura della città è stata approvata all'unanimità dal consiglio comunale della città istriana nell'estate del 2014.
È anche membro della Comunità Nazionale Italiana di Visinada